# Реде
Реде (њем. Rhede) град је у њемачкој савезној држави Северна Рајна-Вестфалија. Једно је од 17 општинских средишта округа Боркен. Према процјени из 2010. у граду је живјело 19.398 становника. Посједује регионалну шифру (AGS) 5554048.

## Географски и демографски подаци
Реде се налази у савезној држави Северна Рајна-Вестфалија у округу Боркен. Град се налази на надморској висини од 32 метра. Површина општине износи 78,6 km². У самом граду је, према процјени из 2010. године, живјело 19.398 становника. Просјечна густина становништва износи 247 становника/km².

## Међународна сарадња
| Мјесто     | Држава    | Врста сарадње | Од    |
| ---------- | --------- | ------------- | ----- |
| Гендринген | Холандија | пријатељство  | 1991. |
|            | Француска | партнерство   | 1989. |
| Извор      |           |               |       |